# Туринская фабрика детской игрушки
Тури́нская фа́брика де́тской игру́шки, (ФДИ) — предприятие, ранее существовавшее в г. Туринске Свердловской области. Знаменита выпуском сувениров и изделий из дерева с урало-сибирской росписью (матрешки, разделочные доски и др.) Продукция предприятия в период СССР экспортировалась более чем в 16 государств. Изделия фабрики экспонировались на различных выставках (ВДНХ, областные, районные выставки).

## Ранние годы
Прародителем будущей фабрики детской игрушки послужила кустарная разнопромысловая артель. Датой основания артели считается 1928 год. Работники артели, в основном, работали на дому и сдавали готовую продукцию (кули из мочала, рыбацкие сети) в артель. Численность работников на тот момент составляла восемь человек, из транспорта — несколько лошадей. Первым руководителем артели являлся Петр Алексеевич Суслов.
В 1934 году П. А. Суслов передал свои полномочия Ивану Григорьевичу Глебо́вичу. Кустарная артель была преобразована в транспортную. Коллектив работников состоял из жителей Туринска. Приглашали тех, у кого была собственная лошадь. Транспортная артель оказывала услуги по перевозке различных грузов в городе Туринске и районе. Одновременно артель выпускала обозную продукцию: сбрую, дуги, полозья к саням, тележные колёса, рогожи, попоны. В связи с высокой потребностью заказчика производство совершенствовалось: появилась собственная лесная делянка, начали ткать кули, изготовлять рогожные хозяйственные сумки, мочальные кисти. Для производства использовалось лыко. Работники артели занимались рационализаторством: сами придумывали различные приспособления, станки. Артель помимо прочего занималась сельским хозяйством: имелось подсобное хозяйство в ныне несуществующем селе Гари Туринского района. В хозяйстве разводили скот, сеяли зерновые культуры, изготавливали различные изделия из мочала, шили одежду. Численность работников артели достигла 40 человек, а количество лошадей — 50-ти.
В 1936 году штат транспортной артели увеличился до 90 человек. Расширился ассортимент выпускаемых товаров: кроме ткацких изделий стали вырабатывать продукцию из древесины: бочки, чаны, кадки, корзины. В мае 1938 года транспортная артель была реорганизована и получила новое название «Артель 1 Мая».

## Артель в период Великой Отечественной войны
С началом Великой Отечественной войны мужчины ушли на фронт, на производстве, в основном, остались женщины и подростки. С первого года войны «Артель 1 Мая» перешла на выполнение оборонного заказа: выпускались санитарные фургоны, телеги, сани-розвальни; из серой ваты вязались носки и рукавицы, из мочала плелись попоны для лошадей, пологи саней для перевозки раненых. Также изготавливали ножи, кольца и копья для лыжных палок, шили матрацы, чинили шинели раненых солдат, размещенных в эвакуационных госпиталях Туринска. Кроме этого, работники сельхозартели «1 Мая», совместно с трудящимися артели им. Дзержинского, собрали 110 тысяч рублей на постройку эскадрильи «Свердловский колхозник».
С 1941 по 1948 годы «Артелью 1 Мая» руководил эвакуированный Матвей Соломонович Штейнварг. Из 14 артельщиков, ушедших на фронт, с войны вернулись только двое.

## Послевоенный период
В послевоенный период, начиная с 1948 года, «Артель 1 Мая» перешла на выпуск мирной продукции. Производили гнутые деревянные колеса к телегам и полозья к саням, в которых остро нуждалось народное хозяйство. В артели шили верхнюю одежду, матрасы, ткали кули из рогожи (мочала), плели лапти. В производстве применялось не только мочало, но и ствол липы. Для населения начали точить из дерева скалки, толкушки, шкатулки, приступили к изготовлению мебели. В свободную продажу стали поступать сделанные артелью гардеробы, комоды, шифоньеры с зеркалами, мягкие диваны и круглые столы.
Первая игрушка — «каталка-песочница» была выпущена в 1955 году. Интерес к новой продукции рос, стали поступать первые заказы. В этот период коллектив артели возглавлял Федор Васильевич Корнилов.

### Реорганизация в фабрику
Через три года «Артель 1 Мая» возглавил А. В. Карьков. В результате укрупнения мелких кустарных артелей, 15 сентября 1959 года «Артель 1 Мая» была объединена с Туринской лесохимартелью. Согласно приказу Свердловского областного управления местной промышленности от 30 сентября 1960 года № 199, артель была принята в эту систему на правах хозрасчетного предприятия, была переименована в Фабрику детской игрушки. Первым директором предприятия был назначен Андрей Викторович Карьков.
В 1966 году начался выпуск сувениров и изделий с Урало-Сибирской росписью.
Поначалу роспись была незатейливой: простые мазки, небольшой набор красок. Благодаря кропотливой работе ученых Московского научно-исследовательского института художественной промышленности и местных мастеров (поиск образцов росписи по всему Уралу, восстановление техники письма) возродилась туринская роспись.
Впоследствии роспись становилась всё богаче и сложнее. Коллектив художников трудился в две смены, а их численность составляла более 70 человек. За время работы фабрики было разработано более 350 видов игрушек и сувениров. Годовое число выпускаемых фабрикой матрёшек было 32 тысячи. Одним из создателей знаменитой туринской матрёшки стала главный художник фабрики Галина Ивановна Туманова, пришедшая на фабрику в 1966 году. В 1982 году туринская «игрушка-танк» работы Г. И. Тумановой получила бронзовую медаль «За лучшее изделие для детей» на ВДНХ в Москве. Затем работы автора экспонировались на всесоюзных, областных и районных выставках.
К 1985 году фабрика вышла на производство миллиона изделий в год. Продукция кроме внутреннего рынка поставлялась в США, Великобританию, Францию, Данию, ФРГ, Италию, Канаду и другие государства.

## Пожар 1993 года, закрытие
К несчастью, в 1993 году на фабрике произошел серьезный пожар. Сгорело здание администрации, архив и вся документация. Производственные корпуса не пострадали. В связи с отсутствием денежных средств на восстановление производства фабрика фактически остановила работу, и через несколько лет была окончательно закрыта. Последний работник Туринской фабрики детской игрушки был уволен в 2000 году.

## Список руководителей
- Петр Алексеевич Суслов 1928—1934
- Иван Григорьевич Глебо́вич 1934—1941
- Матвей Соломонович Штейнварг 1941—1948
- Федор Васильевич Корнилов 1948—1951
- Андрей Викторович Карьков 1951—1960, как руководитель Фабрики детской игрушки 1960—?

## Наследие
Экспозиция, посвящённая Туринской фабрике детской игрушки, была открыта в Краеведческом музее г. Туринска в 2016 году.